# Ibrahim Adel
Ibrahim Adel (en arabe : إبراهيم عادل), né le 24 avril 2001 à Port-Saïd, est un footballeur international égyptien qui évolue au poste d'attaquant au Al Jazira Club.

## Biographie

### Carrière en club
Formé au Al Merreikh à Port-Saïd, Ibrahim Adel est transféré au Pyramids FC, alors que son club formateur est en proie à des difficultés financières,,,. Il intègre l'équipe première du club dès la fin de saison 2018-19, devenant ensuite un joueur régulier du club du Caire,.
Régulièrement buteur en championnat lors de la saison 2020-21 — il marque notamment son premier triplé en août 2020 contre El Mahallah, —, il s'illustre aussi en Coupe de la confédération, inscrivant en tout quatre buts. Déjà décisif lors d'une victoire 1-0 contre le Namungo FC qui permet à son club de sortir des poules, ; Adel est ensuite l'auteur d'un doublé et une passe décisive lors de la victoire 4-1 en quart de finale contre le club nigérien d'Enyimba International,, terminant avec un dernier but qui permet aux siens d'arracher un nul au match retour, éliminant ainsi les doubles champions continentaux pour atteindre les demi-finales.
Longtemps convoité par les géants du football égyptien Al Ahly,,, alors qu'Adel apparait comme une des grandes promesses du football égyptien,,, il choisit néanmoins finalement de prolonger avec le club sous pavillon émirati, signant un nouveau contrat allant jusqu'à 2026 avec le Pyramids FC.

### Carrière en sélection
Déjà international égyptien avec les équipes de jeunes — notamment les moins de 23 ans, — il est en 2021 le plus jeune joueur de la sélection olympique, pour les Jeux de 2020, organisés lors de l'été 2021 à Tokyo,. Pendant le tournoi olympique, il entre en jeu lors des trois matchs de poule, notamment pour la victoire contre l'Australie et le match nul contre l'Espagne de Pedri et Dani Olmo — les futurs finalistes de la compétition — devant néanmoins s'incliner 1-0 en quart de finale face au futur vainqueurs du Brésil, dans un match où Adel reste sur le banc,.
Il fait ensuite ses débuts internationaux senior avec l'Égypte le 30 septembre 2021, remplaçant Zizo à la 68e minute d'un match amical contre le Libéria.
En janvier 2022, il est sélectionné pour la Coupe d'Afrique des nations 2021,, alors que son équipe fait notamment face à plusieurs cas de covid-19,,.

## Style de jeu
Ibrahim Adel est un ailier fin techniquement — pouvant également jouer comme avant-centre— capable autant de dribbler l'adversaire que de se muer en buteur ou passeur décisif, entrainant rapidement des comparaison avec ce qui est alors l'idole du football égyptien Mohamed Salah.

## Statistiques

### Statistiques en club
| Saison                | Club                  | Championnat           | Championnat | Championnat | Championnat | Coupe nationale | Coupe nationale | Coupe nationale | Coupe de la Ligue | Coupe de la Ligue | Coupe de la Ligue | Supercoupe | Supercoupe | Supercoupe | Compétition(s) continentale(s) | Compétition(s) continentale(s) | Compétition(s) continentale(s) | Compétition(s) continentale(s) | Égypte | Égypte | Égypte | Total | Total | Total |
| Saison                | Club                  | Division              | M.          | B.          | P.d.        | M.              | B.              | P.d.            | M.                | B.                | P.d.              | M.         | B.         | P.d.       | Comp.                          | M.                             | B.                             | P.d.                           | M.     | B.     | P.d.   | M.    | B.    | P.d.  |
| 2018-2019             | Pyramids FC           | Premier League        | 1           | 0           | 0           | -               | -               | -               | -                 | -                 | -                 | -          | -          | -          | -                              | -                              | -                              | -                              | -      | -      | -      | 1     | 0     | 0     |
| 2019-2020             | Pyramids FC           | Premier League        | 16          | 1           | 2           | 2               | 0               | 0               | -                 | -                 | -                 | -          | -          | -          | C3                             | 2                              | 0                              | 0                              | -      | -      | -      | 20    | 1     | 2     |
| 2020-2021             | Pyramids FC           | Premier League        | 19          | 10          | 1           | 1               | 0               | 0               | -                 | -                 | -                 | -          | -          | -          | C3                             | 7                              | 4                              | 1                              | -      | -      | -      | 27    | 14    | 2     |
| 2021-2022             | Pyramids FC           | Premier League        | 21          | 6           | 4           | 2               | 0               | -               | -                 | -                 | -                 | -          | -          | -          | C3                             | 9                              | 1                              | 1                              | 4      | 0      | 0      | 36    | 7     | 5     |
| 2022-2023             | Pyramids FC           | Premier League        | 22          | 4           | 0           | -               | -               | -               | -                 | -                 | -                 | 1          | 0          | 0          | C3                             | 7                              | 0                              | 0                              | -      | -      | -      | 30    | 4     | 0     |
| 2023-2024             | Pyramids FC           | Premier League        | 17          | 7           | 2           | -               | -               | -               | 1                 | 0                 | 0                 | -          | -          | -          | C1                             | 4                              | 0                              | 0                              | 4      | 0      | 0      | 26    | 7     | 2     |
| 2024-2025             | Pyramids FC           | Premier League        | 22          | 8           | 9           | 2               | 0               | 1               | 1                 | 0                 | 0                 | 2          | 1          | 0          | C1                             | 7                              | 6                              | 2                              | 4      | 2      | 1      | 38    | 17    | 13    |
| Sous-total            | Sous-total            | Sous-total            | 102         | 31          | 9           | 5               | 0               | 0               | 2                 | 0                 | 0                 | 1          | 0          | 0          | -                              | 32                             | 9                              | 3                              | 12     | 2      | 1      | 154   | 42    | 13    |
| Total sur la carrière | Total sur la carrière | Total sur la carrière | 102         | 31          | 9           | 5               | 0               | 0               | 2                 | 0                 | 0                 | 1          | 0          | 0          | -                              | 32                             | 9                              | 3                              | 12     | 2      | 1      | 154   | 42    | 13    |

## Palmarès
Pyramids FC
- Coupe de la confédération
  - Finaliste en 2019-20

 Équipe d’Égypte des moins de 23 ans
- Coupe d'Afrique des nations de football des moins de 23 ans
  - Finaliste en 2023

## Distinctions individuelles
Équipe d’Égypte des moins de 23 ans (4 distinctions individuelles) :
- Élu meilleur joueur de la phase de groupe de la Coupe d'Afrique des nations des moins de 23 ans 2023.
- Élu homme du match face au Maroc pour la Finale de la Coupe d'Afrique des nations des moins de 23 ans 2023.
- Meilleur joueur du tournoi de la Coupe d'Afrique des nations des moins de 23 ans 2023.
- Dans l’équipe-type des phases de groupes de la Coupe d'Afrique des nations des moins de 23 ans 2023.